# Kuramoto Yuhki
Kuramoto Yuhki (倉本 裕基 (Thương Bản Dụ Cơ) Kuramoto Yuhki, 10 tháng 9 năm 1951) là một nghệ sĩ dương cầm và là nhà soạn nhạc nổi tiếng người Nhật Bản.

## Tiểu sử
Kuramoto soạn nhạc chủ yếu cho piano, mặc dù cũng có một số các bản hòa tấu cho dàn nhạc. Kuramoto học piano từ nhỏ và tỏ ra rất có tài năng. Trong trường, ông học Rachmanioff rất nhiều và biểu diễn bán thời gian trong dàn nhạc như nghệ sĩ solo. Ông đã chứng tỏ tài năng mình qua nhạc cổ điển. Tuy nhiên kinh nghiệm đặc biệt của ông ở chỗ sau đó theo học Học viện Kỹ thuật Tokyo và có được bằng Thạc sĩ trong Vật lý Ứng dụng. Sau đó, ông đã chọn làm nhạc sĩ, thay vì học giả.
Kuramoto tập trung biểu diễn piano, các sáng tác và hòa âm nhạc cổ điển và hiện đại. Là nhạc sĩ chuyên nghiệp, ông quan tâm đến nhiều dòng nhạc khác nhau, từ nhạc cổ điển đến đồng quê, và nhạc pop. Kuramoto chưa bao giờ đến trường đào tạo âm nhạc chuyên nghiệp, và chủ yếu tự học. Một số người cho rằng, so sánh với các nhạc sĩ khác, Kuramoto tài năng không kém, và ngoài ra, bởi vì ông tự học nên âm nhạc của ông nhạy cảm và trực quan hơn. Ở tuổi 35, ông xuất bản CD đầu tiên, ngay lập tức nó đã trở thành hit tại Nhật Bản. Tới ngày nay, ông đã phát hành 18 CD.

## Phong cách
Phong cách âm nhạc của Kuramoto cho thấy sự ảnh hưởng của các nhà soạn nhạc từ các thời kỳ khác nhau. Rõ ràng nhất là Rachmaninoff, Chopin và Ravel. Những kĩ thuật khó trong bản nhạc của ông thường dễ được khoan dung. Một số bản nhạc của ông thoạt nhìn rất đơn giản. Tuy nhiên âm nhạc của Kuramoto đòi hỏi sự diễn cảm lớn của người chơi.
Kuramoto có tài viết những giai điệu ấm áp và du dương làm say mê lòng người. Đôi lúc âm nhạc của ông mang chút hoài cổ. Kiểu rải âm thường được dùng đệm cho bài hát. Ông thường viết nhạc về thiên nhiên, về tâm hồn, tình cảm con người. Nhạc của ông đôi khi vang lên làm nền cho những bức tranh trường phái Ấn Tượng